# Extrakunia deceptiva
Extrakunia deceptiva är en fjärilsart som beskrevs av Mcdunnough 1920. Extrakunia deceptiva ingår i släktet Extrakunia och familjen nattflyn. Inga underarter finns listade i Catalogue of Life.